# Barfußpfad

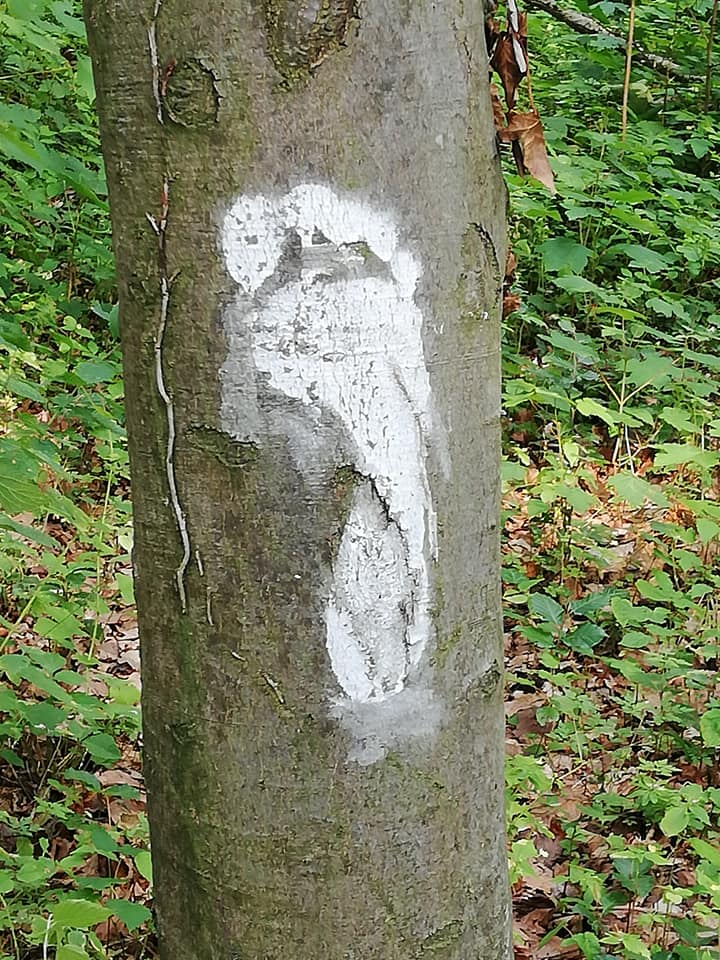
Am Baum aufgemalte Fußsohle als Wegmarkierung der GesundheitsPfade „barfuß wanderfit“ in Bad Iburg

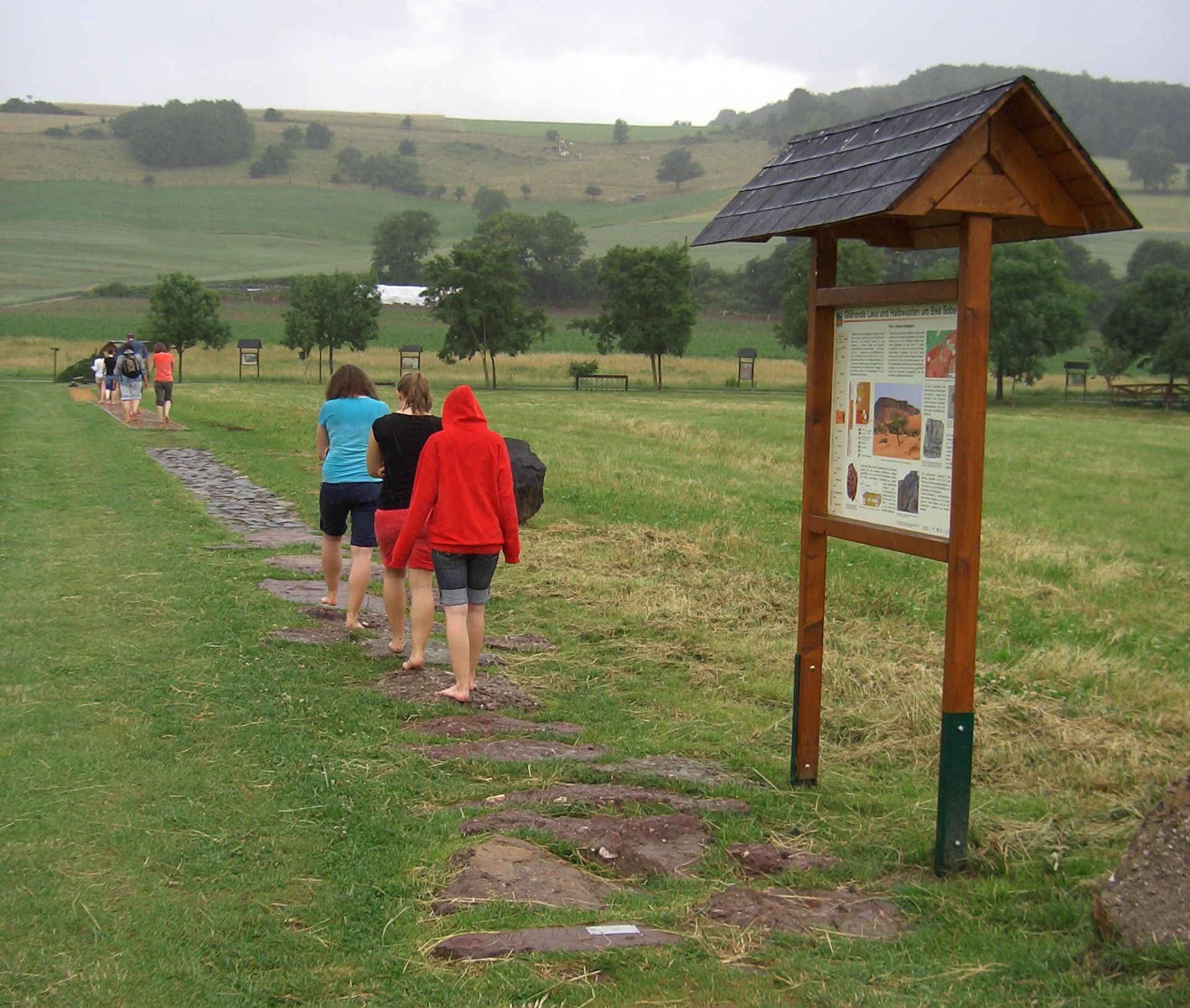
Auf dem 3,5 km langen Barfußpfad bei Bad Sobernheim in Rheinland-Pfalz.

Ein Barfußpfad ist eine Gehstrecke, auf der durch Barfußlaufen besondere Sinneseindrücke und die damit verbundene Entspannung erlebt werden können. Kürzere Fußfühlpfade mit unterschiedlichen Bodenmaterialien, aber auch kilometerlange Barfußwanderwege werden unter diesem Begriff zusammengefasst. Derartige Freizeitangebote dienen dem Zweck, die Gesundheit und Bewegungskompetenz (nicht nur von Kindern) zu fördern, Interesse an der Natur zu wecken oder einfach originelle Attraktionen für Veranstaltungen oder für den Fremdenverkehr zu schaffen.

## Gebräuchliche Ausführungsformen

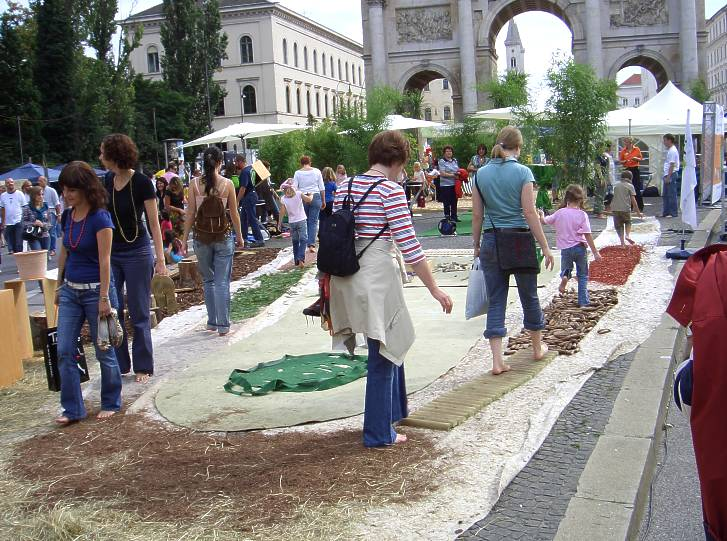
Fußfühlpfad für ein Straßenfest

### Fußfühlpfade
Gerne werden für Veranstaltungen Strecken mit unterschiedlichen Materialien eingerichtet und nach der Aktion wieder entfernt. Dazu bringt man die Materialien auf Vliesbahnen oder in flachen Kisten bzw. Kartons unter.
Für Spielplätze, Schulhöfe oder als Ergänzung von Naturerlebnispfaden, Kneipp- oder Saunaanlagen eignen sich fest eingefasste Wegabschnitte mit unterschiedlichen Materialien. Hierbei werden meist Barfußstrecken in der Größenordnung von insgesamt 10 bis 100 Metern angelegt.

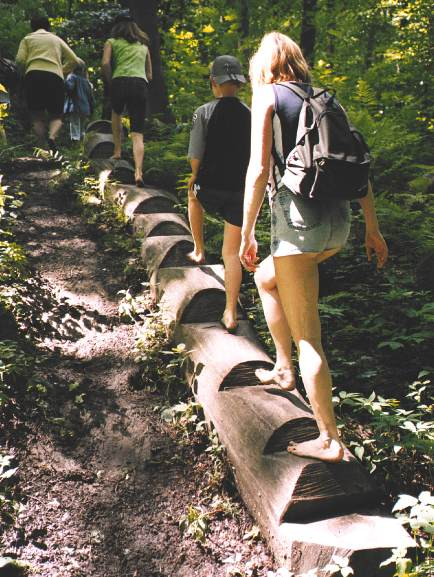
„Indianerleiter“ am Barfußpfad Staufenberg-Nienhagen in Niedersachsen

### Barfußwanderwege
Viele als Tourismusattraktion angebotene Barfußpfade sind markierte und regelmäßig gewartete Barfußwanderwege von 1 bis 5 km Länge mit einer zum Barfußgehen gut geeigneten Wegbeschaffenheit. Örtliche Gegebenheiten werden genutzt, um etwa Schlammstrecken oder Bachdurchquerungen als Erlebnisstationen einzubeziehen und aus landschaftstypischen Materialien Fühlstrecken einzurichten. Balancierstrecken über unterschiedlich angeordnete Baumstämme oder Steinbrocken sorgen zusätzlich für Abwechslung.
Es gibt auch Wanderliteratur, die Barfußwege unterschiedlicher Schwierigkeit beschreibt, und Wanderführer, die Barfußwanderungen anbieten.

### Barfußparks
Wenn ein Barfußpfad in einem größeren Areal mit vielseitigen Erlebnismöglichkeiten wie Fühlstrecken mit vielfältigen Materialien, Erlebnisstationen, Spielplatzelementen, Wahrnehmungsstationen für alle Sinne, Kneipp-Möglichkeiten etc. ausgestattet ist und intensiv gepflegt und instand gehalten wird, ist die Bezeichnung Barfußpark gerechtfertigt, die auch von einigen Initiativen für ihr Erlebnisangebot gewählt wurde.
Gerne legt man Barfußparks als Ergänzung zu Kuranlagen an; dazu ist es notwendig, sich an einem Standard zu orientieren, der den Erwartungen der Besucher entspricht. Grundlage sollte eine zum Barfußgehen gut geeignete Wegstrecke sein, die über einen oder mehrere Kilometer führt und das Sinneserlebnis abwechslungsreicher Bodenbeläge und Materialien bietet. So soll das Fühlen von Holz, Steinen, Rindenmulch, Rasen, Lehm, Schlamm und Wasser einen besonderen Reiz vermitteln, sowie die Konzentration schulen, den Bewegungsapparat kräftigen und die Abwehrkräfte stärken. Weiterhin sollten Erlebnismöglichkeiten wie Spiel- und Balancierstationen und Wassererlebnisse (Wassertreten) enthalten sein. Wesentliches Kriterium muss eine regelmäßige Pflege und Wartung sein, die Verletzungsgefahren für die Besucher ausschließt und die Anlage in sauberem Zustand erhält.

## Touristisch bedeutsame Barfußpfade

### Deutschland

#### Baden-Württemberg

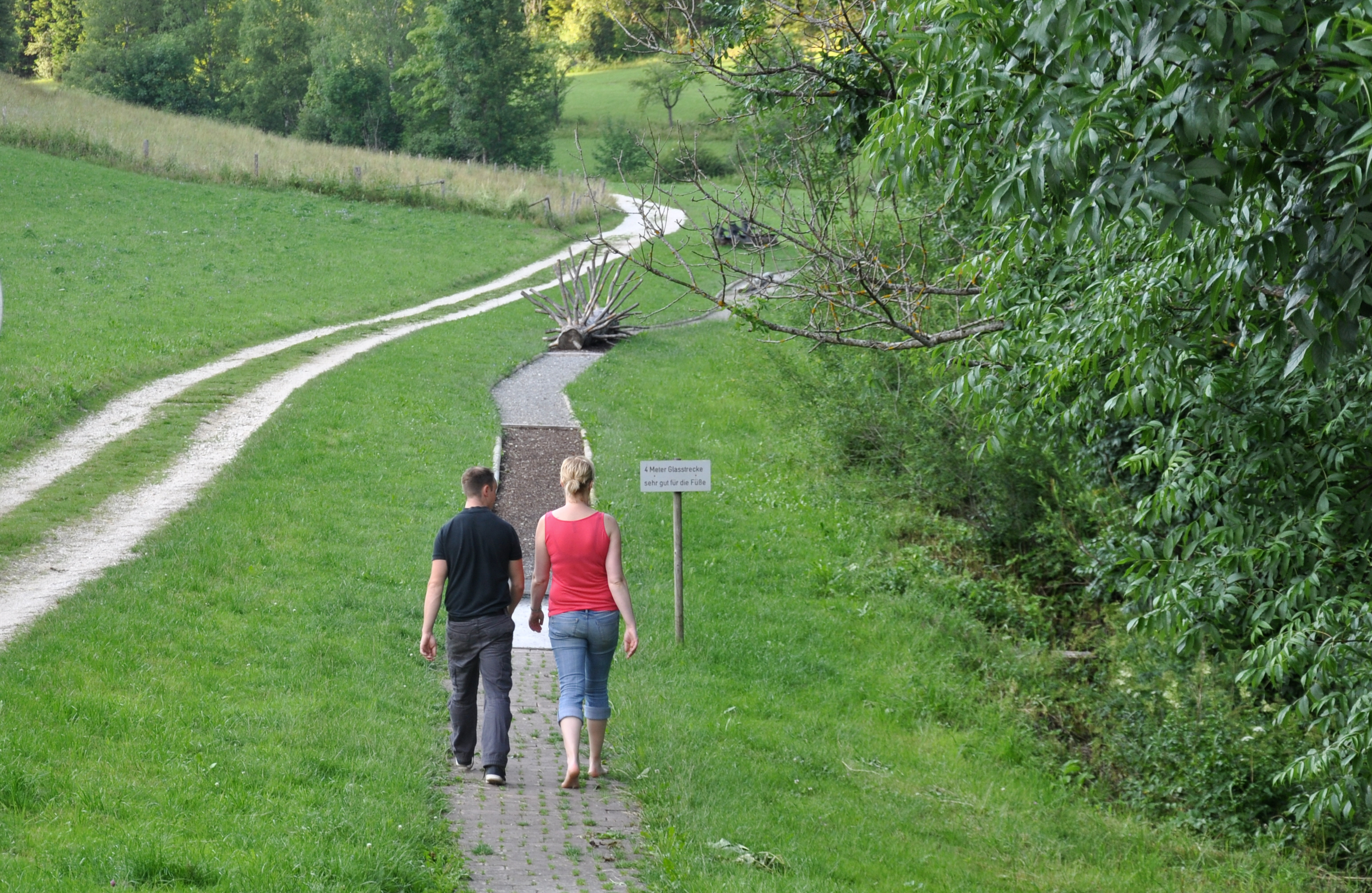
Der Barfußpfad in Tieringen

- Barfußpark Dornstetten[4] (Länge 2,4 km)[5]
- Park mit allen Sinnen, Gutach (Schwarzwaldbahn) (Länge 2,1 km)[6]
- Barfußpfad Kohlplattenwald, Ötisheim (Länge 1,5 km)
- Zeller Barfuß-Pfad, Zell-Weierbach (Länge 1 km)[7]
- Barfußpfad Tieringen (Länge 900 m)[8]
- erleb dich pfad Hechingen (Länge 895 m)[9]
- Barfußpfad im Kurpark Bad Bellingen (Länge 800 m)[10]
- Barfußpfad Creglingen (Länge 800 m)[11]
- Barfußpfad Muggenbrunn, Todtnau (Länge 600 m)[12]
- Barfußpfad Bad Säckingen (Länge 400 m)[13]

#### Bayern

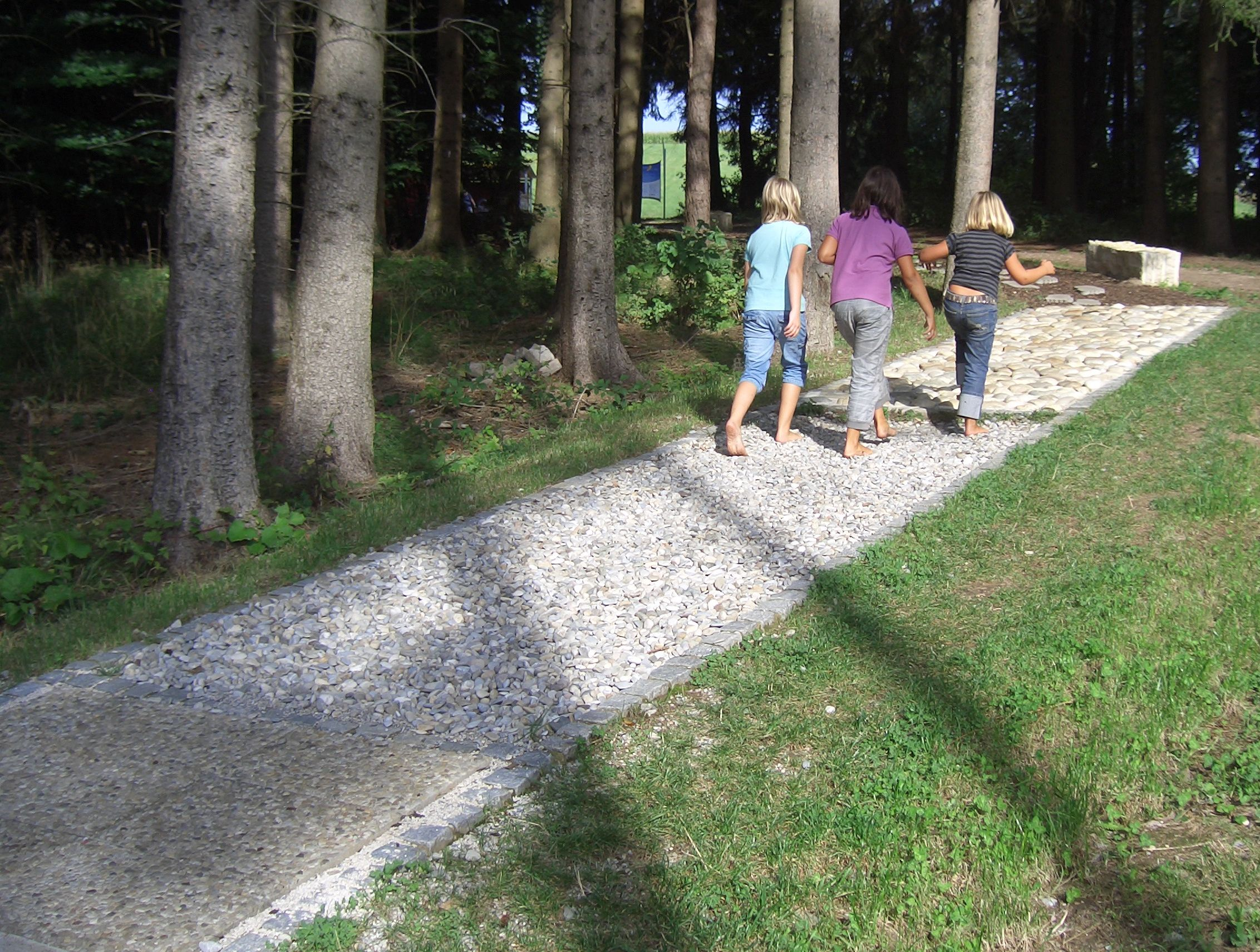
Auf dem Barfußweg bei Spalt in Mittelfranken (Bayern)

- Seeblick-Barfußwanderweg in Taching am See (Länge 5,3 km)[14]
- Barfußparcours Bad Bayersoien (Länge 1,9 km)[15]
- Panorama-Barfußwanderweg am Kranzberg bei Mittenwald (Länge 1,6 km)[16]
- Barfußweg im Kurpark Bad Wörishofen (Länge 1,5 km)[17]
- Barfuß- und Naturlebnispfad Windelsbach (Länge 1,5 km)[18]
- Barfuß-Wonnen-Weg am Brombachsee bei Spalt (Länge 1,3 km)[19]
- Barfußpfad im Naturlehrgebiet des Zentrums für Umwelt und Kultur in Benediktbeuern (Länge 400 m)[20]

#### Brandenburg
- Brandenburgs erster Barfußwanderweg in Bad Belzig (Länge 8,6 km)[21]
- Barfußpark Beelitz-Heilstätten (Länge 3,1 km)[22]
- Barfuß-Erlebnispark Uckermark Gerswalde (Länge 800 m)[23]
- Barfußpfad Dannenwalde (Gransee) (Länge 750 m)[24]

#### Hessen
- Barfußpfad (Feetnesspfad) Bad Nauheim[25]
- Barfußpfad Bad Orb (Länge 4 km)[26]
- Barfußpfad Hoher Meißner (Länge 1,5 km)[27]
- Barfuß-Erlebnispfad Hofbieber (Länge 1 km)[28]
- Kneipp-Barfußpfad in Bad Schwalbach (Länge 750 m)[29]
- Barfuß-Erlebnispfad im Kurpark von Bad Endbach (Länge 550 m)[30]

#### Mecklenburg-Vorpommern
- Barfußpfad im IGA-Park, Rostock (Länge 2 km)[31]

#### Niedersachsen

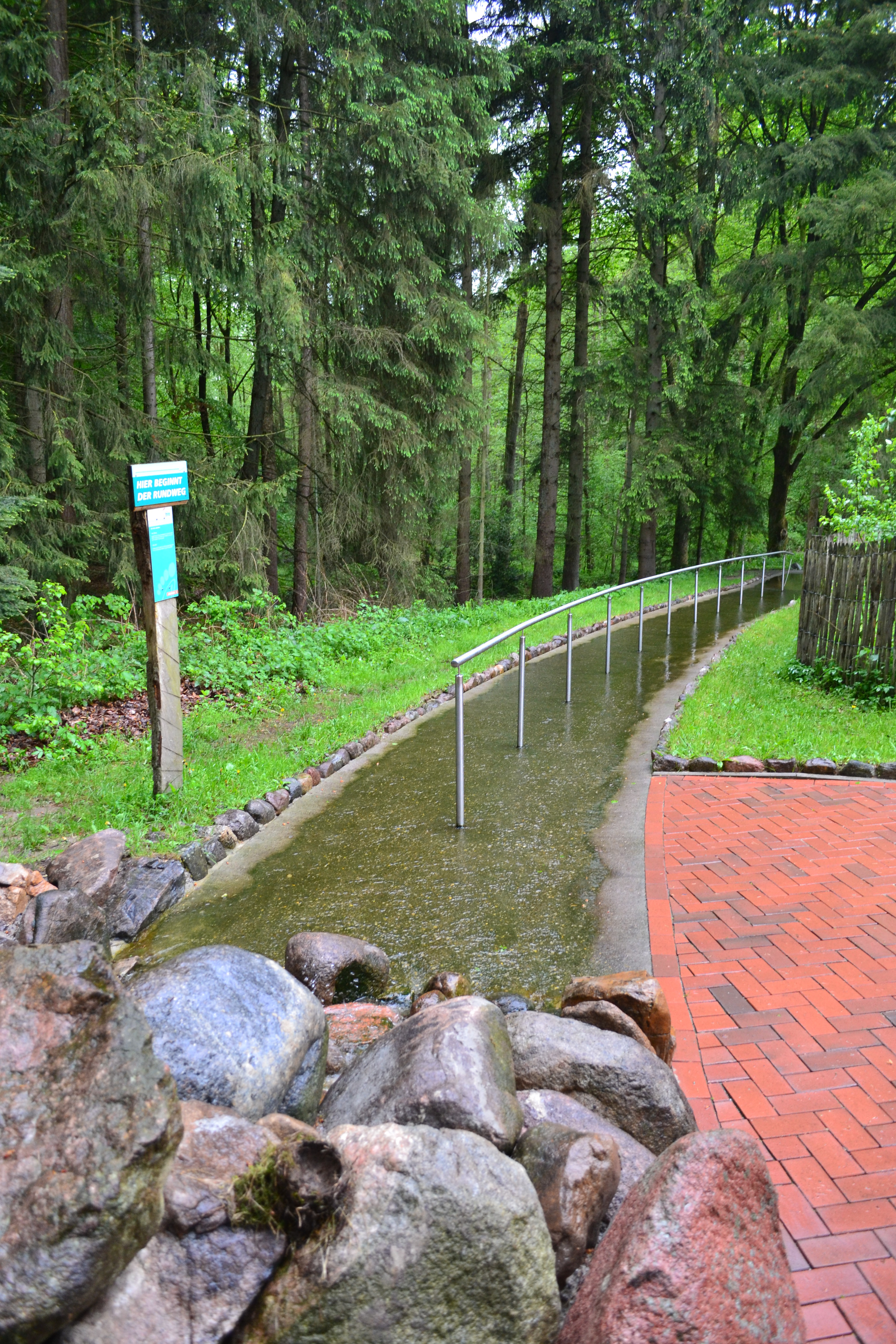
Barfußpark Egestorf in Niedersachsen

- Barfußpfad „Von Korffscher Weg“ in Oederquart (4 km Rundwanderweg)[32]
- GesundheitsPfade „barfuß wanderfit“ in Bad Iburg (Länge 3,2 km bzw. 2,2 und 1,4 km)[33]
- Barfußpark Lüneburger Heide in Egestorf (Länge 2,7 km)[34]
- Barfußpfad Staufenberg-Nienhagen (Länge 2,5 km)[35]
- Barfußpark Harkebrügge in Barßel (Länge 1,6 km)[36]
- Barfußpfad im TreeRock-Abenteuerpark Hochsolling in Silberborn (Länge 900 m)[37]
- Barfußpark Uslar (Länge 500 m)[38]
- Barfuß- und Infopfad Wacholderhain Merzen-Plaggenschale (Länge 500 m)[39]
- Vierhundert-Wasser-Barfuß-Pfad Bad Bodenteich (Länge 400 m)[40]

#### Nordrhein-Westfalen
- Barfuß auf dem Ameisenpfad am Nottkamp in Schermbeck (Länge 4,2 km)[41]
- Barfußpark und Barfußpfad an der Kissinger Höhe in Hamm (Länge 2,5 km)[42]
- Tilbecker Barfußgang in Havixbeck (2,5 km)[43]
- Barfußpfad Elten in Emmerich (Länge 1,8 km)[44]
- Barfußpark Lienen (Länge 1 km)[45]
- Barfußpfad im Jungbornpark Repelen in Moers (Länge 1 km)[46]
- Erlebnis-Barfußpfad im Kurpark Bad Wünnenberg (Länge 900 m)[47]
- Barfußpfad am Rothaarsteig in Langewiese bei Winterberg (Länge 600 m)[48]

#### Rheinland-Pfalz

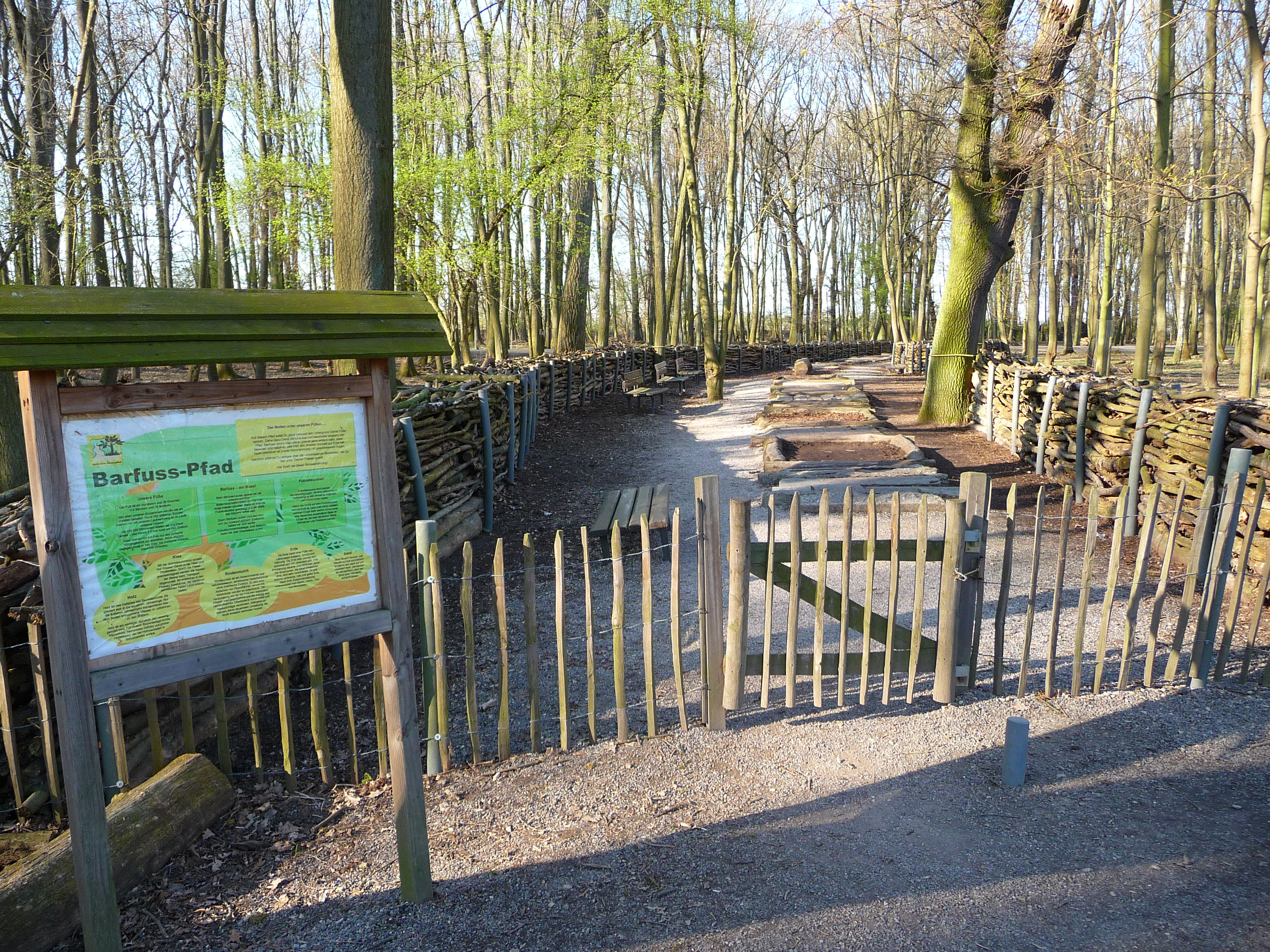
Barfußpfad im Wildpark Ludwigshafen-Rheingönheim in Rheinland-Pfalz

- Barfußpfad Bad Sobernheim (Länge 3,5 km)[49]
- Barfußpfad Ludwigswinkel (Länge 1,6 km)[50]
- Barfußpfad im Mehrgenerationenpark Grenderich (Länge 1,5 km)[51]
- Barfußpfad Hillesheim (Eifel) (Länge 1,5 km)[52]
- Erlebnis-Barfußpfad am Höhenhof in Holzbach (Länge 1,5 km)[53]
- Barfußpfad Schillingen (Länge 1,5 km)[54]
- Barfußpfad Thalfang (Länge 1,2 km)[55]
- Barfußpfad am Sandwiesenweiher in Sankt Martin (Pfalz) (Länge 500 m)

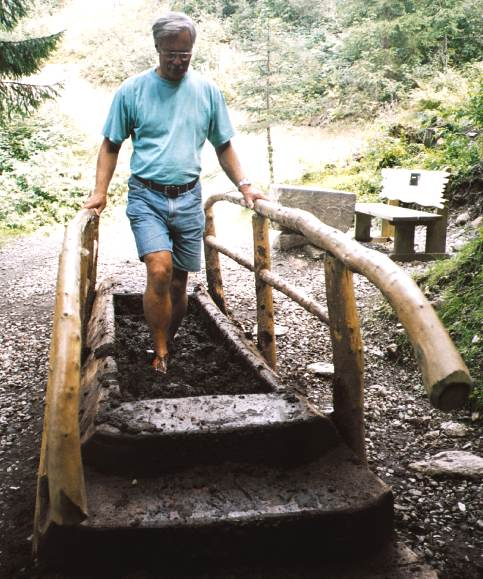
Moortretbecken am Barfußpfad des Hexenwassers bei Söll in Tirol

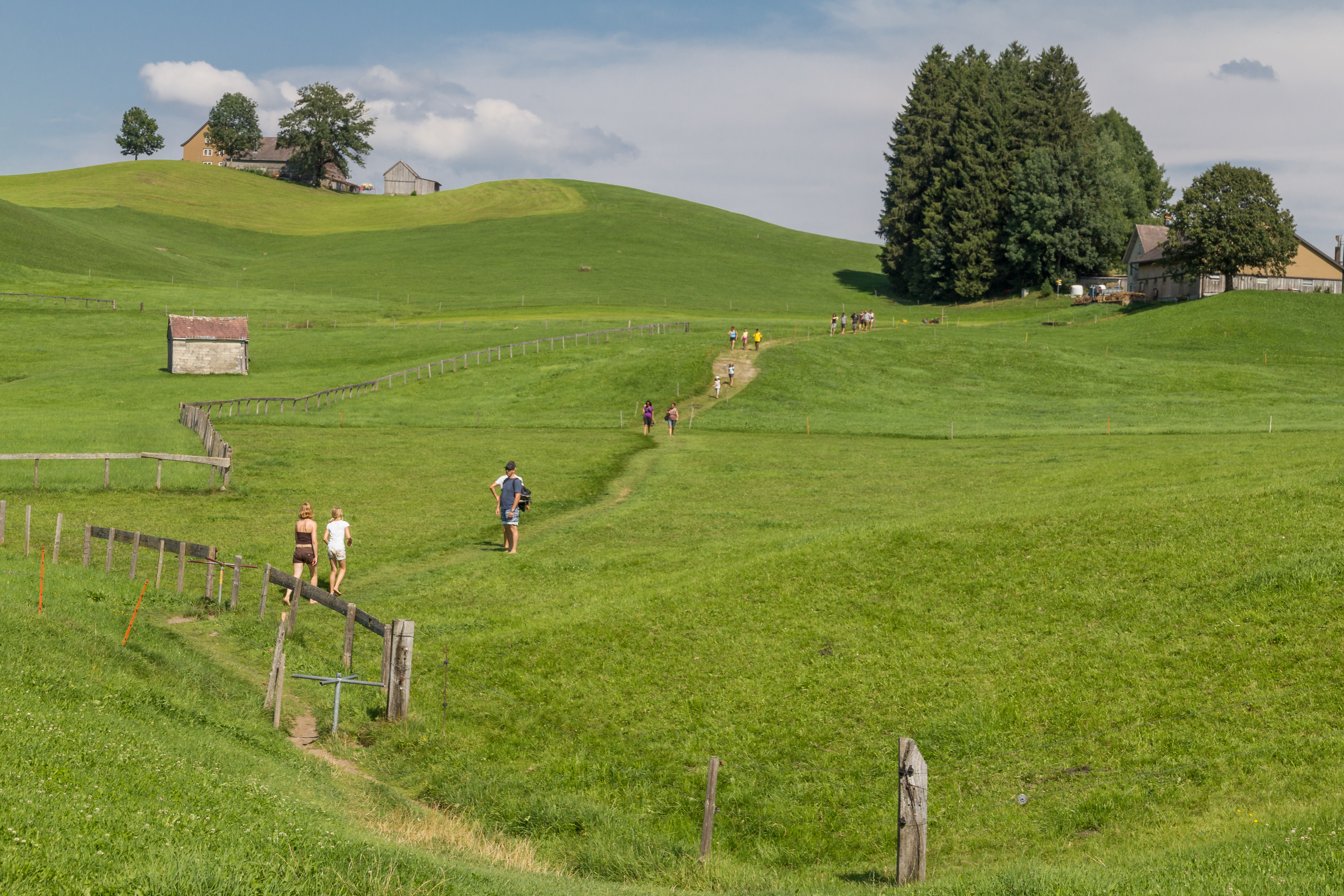
Barfussweg bei Gonten

#### Saarland
- Barfuß-Wanderweg Waldhölzbach in Losheim am See (Länge 1,7 km)

#### Sachsen
- Barfußweg durch den Wettinhain in Burgstädt (Länge 2,5 km)[56]
- Barfußweg an der Mandau in Mittelherwigsdorf (Länge 1 km)[57]
- Barfußpfad Erlbach (Länge 600 m)[58]

#### Schleswig-Holstein
- BARFUSSpark Schwackendorf in Hasselberg (Länge 1,5 km)[59]
- Barfußpfad in Todesfelde (Länge 1,3 km)[60]

#### Thüringen
- Barfuß-Panoramaweg Frankenheim (Länge 2,9 km)[61]
- Barfußpark Lohmühle in Georgenthal (Länge 800 m)[62]

### Österreich
- Hexenwasser bei Söll in Tirol
- Barfußpark Wenigzell in der Steiermark[63]
- Barfußweg Bizauer Moos in Bizau, Vorarlberg
- Grenzüberschreitender Barfußweg Schrattenberg – Valtice (Niederösterreich – Tschechien)[64]
- Romantischer Bründlweg (10 km) am Pogusch zwischen St. Lorenzen im Mürztal und Turnau, Steiermark

### Schweiz
- Barfußweg am Nollen im Thurgau (Gemeinde Wuppenau)
- Barfußweg bei Gonten (Appenzell Innerrhoden)
- Barfußweg um den Härzlisee (Engelberg, Kanton Obwalden)